# Yamamay
Yamamay ist eine international tätige italienische Modekette der Inticom S.p.A. in Gallarate. Angeboten werden hauptsächlich Damenwäsche, Nachtwäsche sowie Bademode.
Das Vertriebsnetz von Yamamay umfasst über 500 im Franchising betriebene Filialen in Italien sowie mehr als 60 weitere in rund 25 hauptsächlich europäischen Ländern. 40 Filialen, davon acht im Ausland, werden direkt von Inticom betrieben. Insgesamt erzielte Yamamay 2008 einen Umsatz von 106 Millionen Euro.
Das Unternehmen bzw. das Label entstand 2001 und befindet sich je zur Hälfte im Besitz der beiden Gründerfamilien Garda aus Samarate und Cimmino aus Neapel, die schon zuvor über mehrere Generationen im Modegeschäft tätig waren. Die erste Yamamay-Filiale wurde im September 2001 in Busto Arsizio eröffnet, wo das Unternehmen seit 2006 auch den lokalen Serie A Frauen-Volleyballverein sponsert.